# Puebla de Guzmán (ort)
Puebla de Guzmán är en ort i Spanien.   Den ligger i provinsen Provincia de Huelva och regionen Andalusien, i den sydvästra delen av landet, 400 km sydväst om huvudstaden Madrid. Puebla de Guzmán ligger 195 meter över havet och antalet invånare är 3 083.
Terrängen runt Puebla de Guzmán är platt. Runt Puebla de Guzmán är det ganska glesbefolkat, med 23 invånare per kvadratkilometer. Närmaste större samhälle är Alosno, 13,9 km sydost om Puebla de Guzmán. Omgivningarna runt Puebla de Guzmán är i huvudsak ett öppet busklandskap.